# Кубок Туркменістану з футболу 2020
Кубок Туркменістану з футболу 2020  — 29-й розіграш головного кубкового футбольного турніру у Туркменістані. Титул володаря кубка вдруге поспіль здобув Алтин Асир.

## Календар
| Раунд      | Дата                            | Матчі | Клуби |
| ---------- | ------------------------------- | ----- | ----- |
| 1/4 фіналу | 27-28 жовтня/6-7 листопада 2020 | 8     | 8 → 4 |
| 1/2 фіналу | 1/5 грудня 2020                 | 4     | 4 → 2 |
| Фінал      | 9 грудня 2020                   | 1     | 2 → 1 |

## 1/4 фіналу
| Команда 1                    | Заг.         | Команда 2 | 1-й матч | 2-й матч |
| ---------------------------- | ------------ | --------- | -------- | -------- |
| 27 жовтня - 7 листопада 2020 |              |           |          |          |
| Ахал                         | 0:0 пен. 4:2 | Ашгабат   | 0:0      | 0:0 дч   |
| Шагадам                      | 6:4          | Небітчі   | 4:2      | 2:2      |
| Алтин Асир                   | 10:0         | Енергетик | 7:0      | 3:0      |
| Копетдаг                     | 3:0          | Мерв      | 2:0      | 1:0      |

## 1/2 фіналу
| Команда 1       | Заг. | Команда 2  | 1-й матч | 2-й матч |
| --------------- | ---- | ---------- | -------- | -------- |
| 1-5 грудня 2020 |      |            |          |          |
| Ахал            | 2:8  | Алтин Асир | 0:2      | 2:6      |
| Копетдаг        | 6:2  | Шагадам    | 6:1      | 0:1      |

## Фінал
| Команда 1     | Рахунок      | Команда 2 |
| ------------- | ------------ | --------- |
| 9 грудня 2020 |              |           |
| Алтин Асир    | 1:1 пен. 3:0 | Копетдаг  |